# Менкло
Менкло (нім. Mönkloh) —  громада в Німеччині, розташована в землі Шлезвіг-Гольштейн. Входить до складу району Зегеберг. Є найзахіднішою громадою Зегебергу, межує з районами Піннеберг та Штайнбург. Складова частина об'єднання громад Бад-Брамштедт-Ланд.
Площа — 12,52 км2. Населення становить 233 ос. (станом на 31 грудня 2020).

## Географія та рух
Менкло знаходиться у сільській місцевості приблизно в семи кілометрах південно-західніше від  Бад-Брамштеда. Північніше проходить федеральна дорога 206 від Бад-Брамштедта до Ітцего, східніше - федеральна дорога 4 від Гамбурга до Бад-Брамштедта. 
Громада є дуже лісистою. Переважають хвойні ліси, які є бажаним місцем відпочинку. Деякі старі дерева визнані пам'ятками природи.

## Політика
З дев'яти мандатів у Представництві громади після комунальних виборів 2008 року п'ять має  Об'єднання виборців ОВМ (Об'єднання виборців Мьонкло), а чотири мандати СДПН.

### Герб
Блазон: „На зеленому широка похила срібна лінія, на якій знаходиться синій хрест. Зверху два золотих колоски, знизу оленячий ріг.“ За легендою, громада Менкло була заснована монахом Ансґаром чи Віцеліном, 900 чи 1100 року. Довгий час Мьонкло було монастирським селом з монастирською вівчарнею. Хрест має позначати зв'язок з монахами. Сам хрест зображений на білій похилій смужці. В 2001 році було зведено та освячено лісову каплицю. Саме монаший шлях біля неї і символізує ця біля смужка. Зелений фон представляє навколишній ландшафт. Менкло знаходиться в серці Гольштайнського Ауенлянду. Обидва колоски показують, що в і біля громади поширене сільське господарство. Оленячий ріг символізує велику кількість козуль і оленів в і навколо громади Менкло.
Герб був затверджений 12 травня 2009 року.

## Економіка
Для громади особливе значення має лісове господарство.

## Галерея

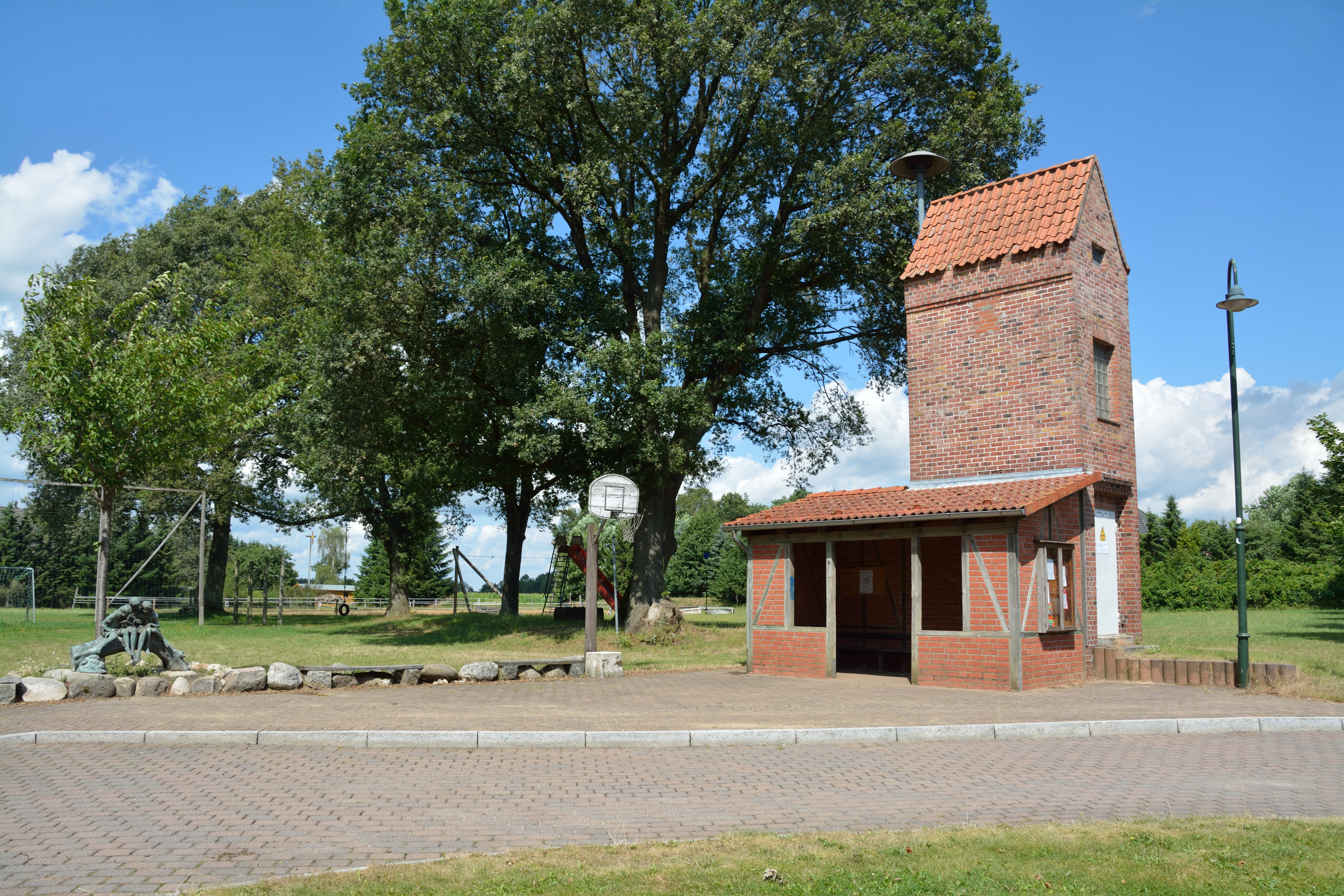
Мистецтво на відкритій місцевості в Менкло з підписом Леонардо Россі. Вид на сільську площу.
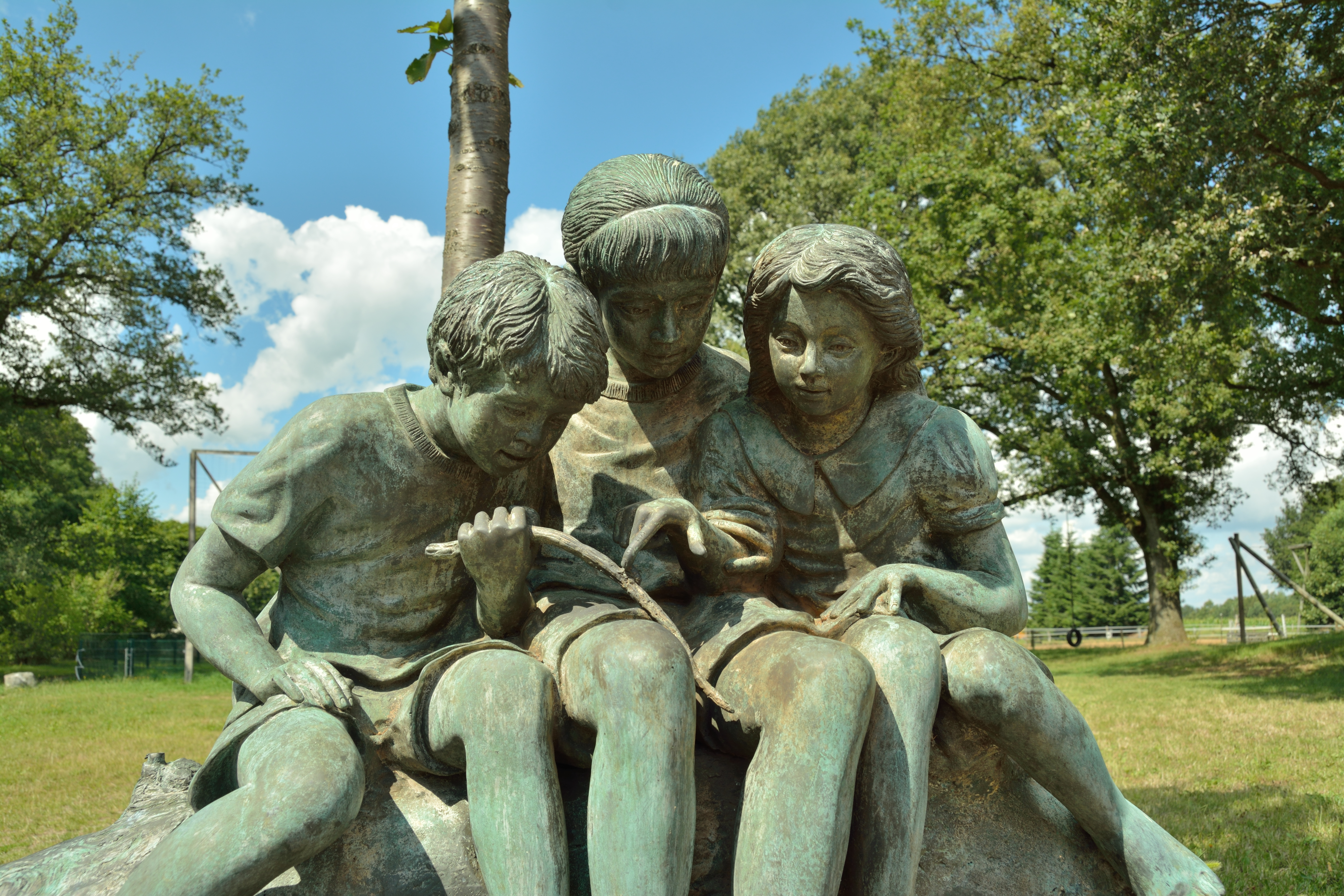
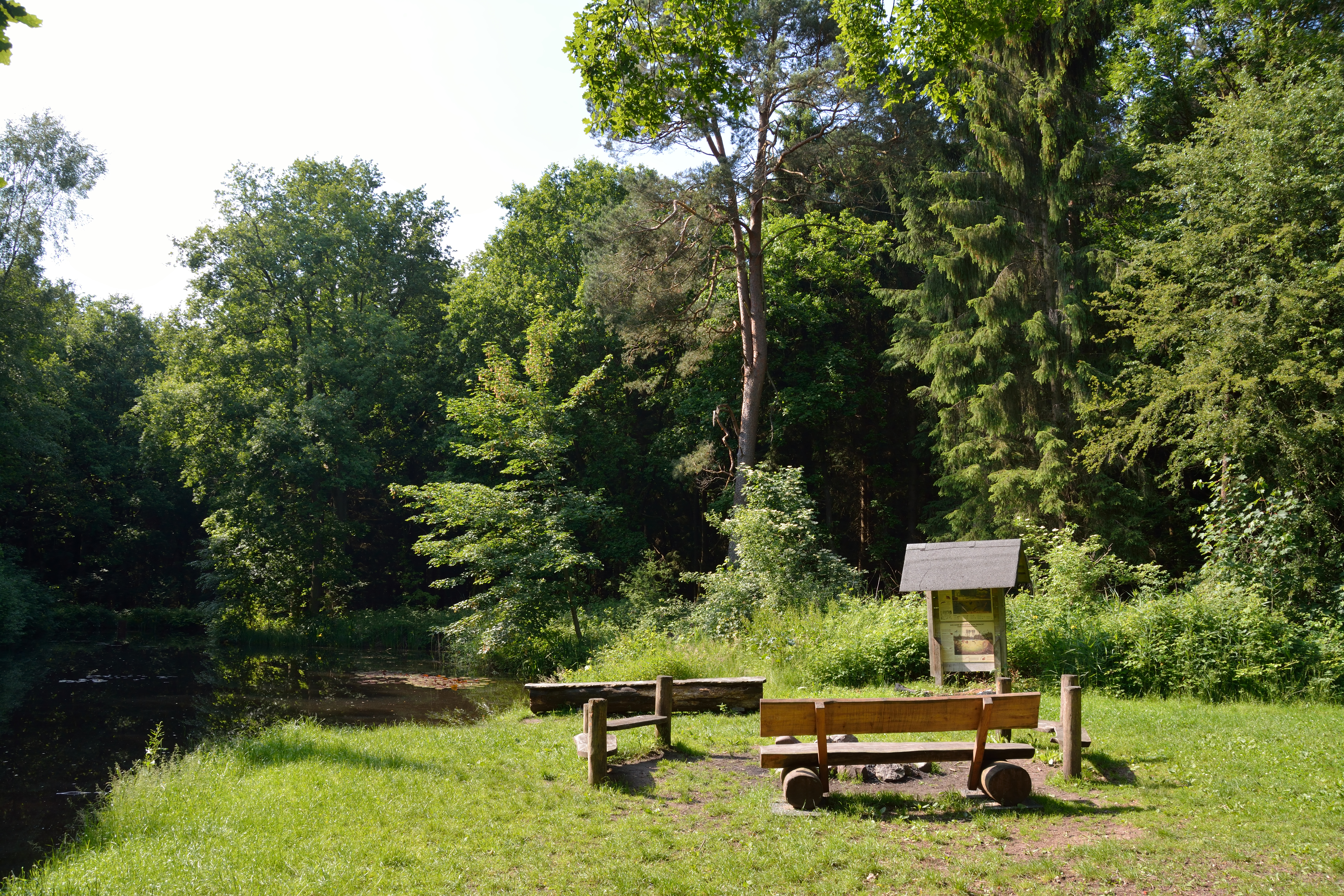
Місце для грилення у лісі Газельбуш
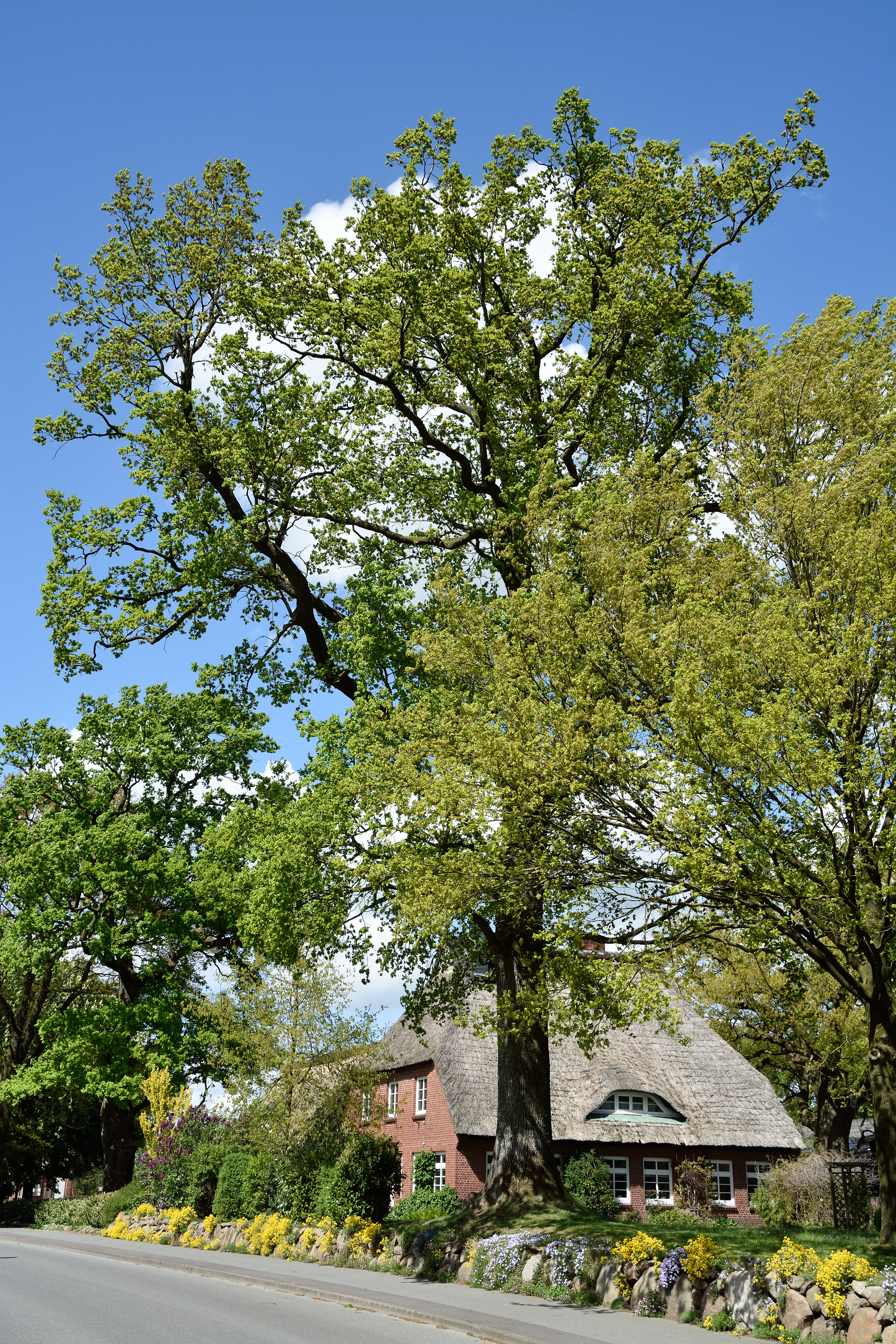
Один із семи дубів пам'яток природи на вулиці Ґлюкштедтер